# Bohdan Nikișîn
Bohdan Nikișîn (ucraineană Богдан Нікішин) (n. 29 mai 1980, Dnipropetrovsk, RSS Ucraineană, URSS) este un scrimer ucrainean specializat pe spadă. A participat la Jocurile Olimpice de vară din 2004 și la Olimpiada din 2008. Cu echipa Ucrainei a fost campion mondial la Moscova 2015 și vicecampion european la Leipzig 2010.

## Palmares
Clasamentul la Cupa Mondială
| An  | 2003 | 2004 | 2005 | 2006 | 2007 | 2008 | 2009 | 2010 | 2011 | 2012 | 2013 | 2014 | 2015 |
| --- | ---- | ---- | ---- | ---- | ---- | ---- | ---- | ---- | ---- | ---- | ---- | ---- | ---- |
| Loc | 85   | 77   | 100  | 43   | 94   | 31   | 61   | 23   | 82   | 22   | 8    | 2    | 20   |